# Roberto Ferruzzi
Roberto Ferruzzi (Šibenik, 16 de diciembre de 1853-Venecia, 16 de febrero de 1934) fue un pintor italiano nacido en Dalmacia de padres italianos.
Es conocido por su pintura La Madonnina (La Virgencita), con la que en 1897ganó la segunda Bienal de Venecia, donde había participado con la intención de representar a la maternidad. Gracias a la extraordinaria dulzura de expresión, la pintura de Maternità fue renombrada Madonnina. También es conocida como Madonna, Madonna con el Niño, Nuestra Señora del Reposo, Nuestra Señora de las Vías, Nuestra Señora de la ternura, Madonnella y Zingarella.

## Biografía
Ferruzzi nació en Sibenik en Dalmacia, en 1853 de padres italianos. Con cuatro años se trasladó a Venecia, para estudiar. Después de la muerte de su padre, abogado conocido, volvió a Dalmacia. Allí vivió hasta los 14 años, dedicándose a los estudios clásicos y a la pintura como autodidacta. Se mudó a Luvigliano, una fracción de Torreglia, donde creó sus mejores obras, incluyendo la famosa Madonnina.
Murió el 1934 y fue enterrado cerca de su esposa, Ester Sorgato, y su hija Mariska, en el pequeño cementerio Luvigliano. Roberto Ferruzzi es también el nombre de dos de sus descendientes, (padre) Bobo y (hijo) Robi, el primero conocido como pintor de lagunas, el segundo profundo conocedor de la historia del arte y anticuario en Venecia.

## Galería

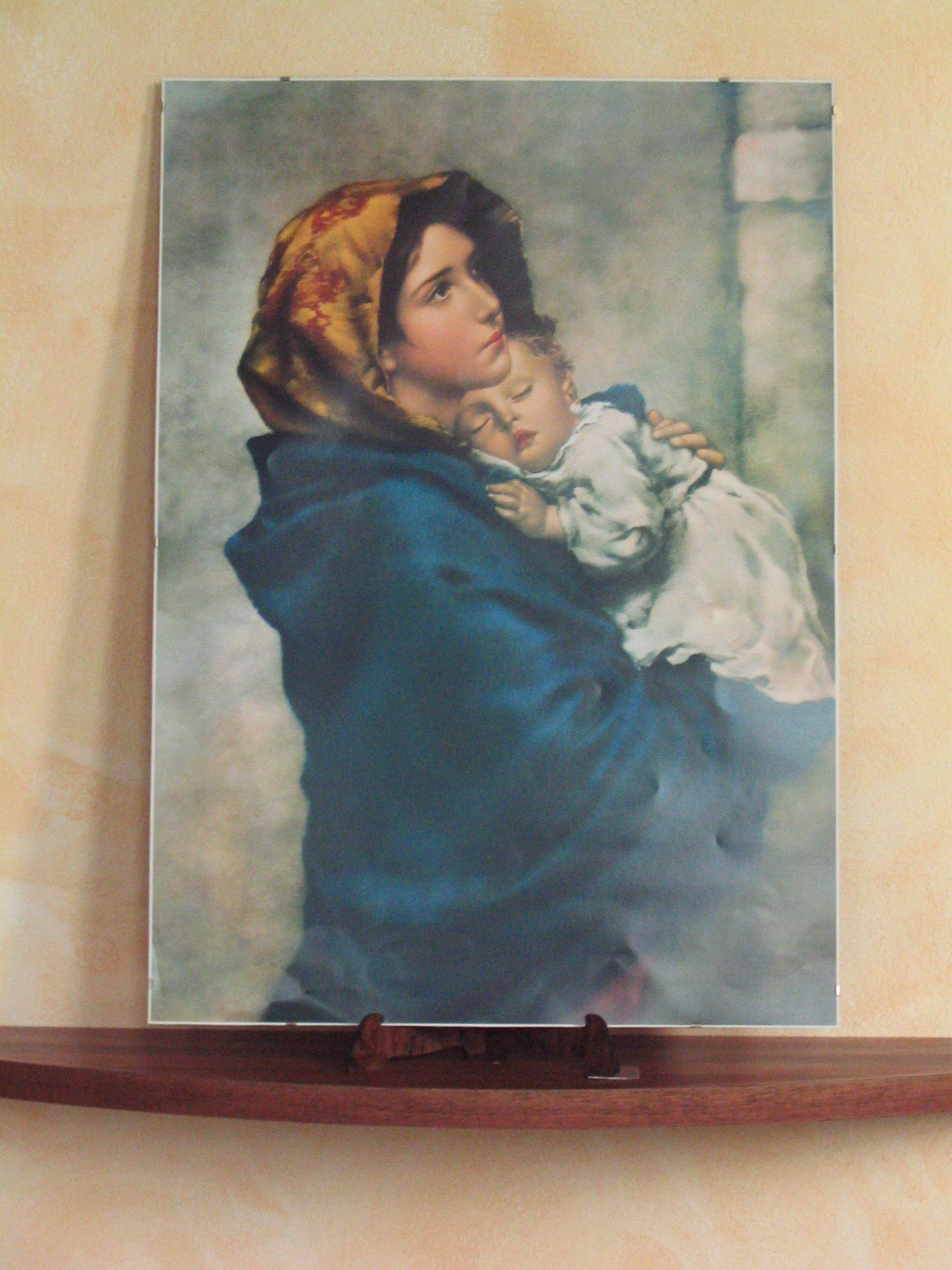
La Madonnina
Otra versión de La Madonnina.